# Janów (wieś w powiecie koneckim)
Janów – wieś w Polsce położona w województwie świętokrzyskim, w powiecie koneckim, w gminie Stąporków.
| SIMC    | Nazwa     | Rodzaj    |
| ------- | --------- | --------- |
| 0271779 | Pastwiska | część wsi |

W latach 1975–1998 miejscowość należała administracyjnie do województwa kieleckiego.
Wierni kościoła rzymskokatolickiego należą do parafii Nawiedzenia Najświętszej Maryi Panny w Czarnej.

## Obszar ochrony uzdrowiskowej
W 2023 r. sołectwo Janów wraz z sołectwami: Czarna, Czarniecka Góra i Błotnica uzyskało na mocy Rozporządzenia Rady Ministrów status obszaru ochrony uzdrowiskowej („Obszar Ochrony Uzdrowiskowej Czarniecka Góra”).